# Eberhard Geick
Eberhard Geick (* 18. September 1944 in Magdeburg) ist ein deutscher Kameramann.

## Leben
Eberhard Geick studierte von 1969 bis 1973 an der Hochschule für Film und Fernsehen der DDR. Von 1973 bis 1975 war er Meisterschüler der HFF. Sein Hauptprüfungsfilm war Wenn sonntags das Salz ausgeht und sein Diplomfilm Zwei Kapitel. Mit Sozialistisch-realistische Positionen der Märcheninterpretation im Film „Sechse kommen durch die Welt“ legte er seine Diplomarbeit vor. Mit dem von Evelyn Schmidt inszenierten und 1976 ausgestrahlten Fernsehfilm Lasset die Kindlein… debütierte Geick als Kameramann für einen Langspielfilm. 1983 wurde Geick gemeinsam mit Reiner Bredemeyer, Erwin Burkert, Irene Busch, Lothar Keil und Peter Voigt für die sechsteilige Miniserie Busch singt – Sechs Filme über die erste Hälfte des 20. Jahrhunderts, „mit dem eine beispielhafte künstlerische Chronik der Kämpfe der Arbeiterklasse gegen Imperialismus und Faschismus gestaltet wurde“, mit dem Nationalpreis der DDR II. Klasse für Kunst und Literatur ausgezeichnet.

## Filmografie (Auswahl)
- 1976: Lasset die Kindlein… (Fernsehfilm) (und Drehbuch mit Evelyn Rauer)
- 1979: Eine chilenische Hochzeit
- 1980: Solo Sunny
- 1982: Busch singt – Sechs Filme über die erste Hälfte des 20. Jahrhunderts
- 1983: Der Aufenthalt
- 1983: Erinnerung an eine Landschaft – für Manuela (Dokumentarfilm)
- 1984: Isabel auf der Treppe
- 1986: Laputa
- 1992: Miraculi
- 1994: Von Frau zu Frau: Die Sammlerin
- 1996: Der gefälschte Sommer
- 1996: Polizeiruf 110: Kurzer Traum
- 1997: Der Hauptmann von Köpenick
- 1997: Der Kindermord
- 1998: Abgehauen
- 1998: Winnetous Rückkehr
- 1998: Das Meisterspiel (Dokumentarfilm)
- 1999: Liebe ist das beste Elixier
- 2000: Ein lasterhaftes Pärchen
- 2001: Der Verleger
- 2001: Die Meute der Erben
- 2003: Rotlicht – Im Dickicht der Großstadt
- 2003: Alles Samba
- 2004: Liebe ist die beste Medizin
- 2005: Mitten im Malestream
- 2007: Momella – Eine Farm in Afrika
- 2008: Das Glück am Horizont
- 2008: Polizeiruf 110: Wolfsmilch
- 2015: Overgames (Dokumentarfilm)